# Channa aurantimaculata
Channa aurantimaculata е вид бодлоперка от семейство Channidae.

## Разпространение
Видът е разпространен в Индия (Асам).

## Описание
На дължина достигат до 19,1 cm.